# Waldstein (Gemeinde Deutschfeistritz)
Waldstein ist eine Ortschaft und Katastralgemeinde in der Marktgemeinde Deutschfeistritz, im Bezirk Graz-Umgebung. Die Ortschaft hat 220 Einwohner (Stand 1. Jänner 2024).

## Geschichte

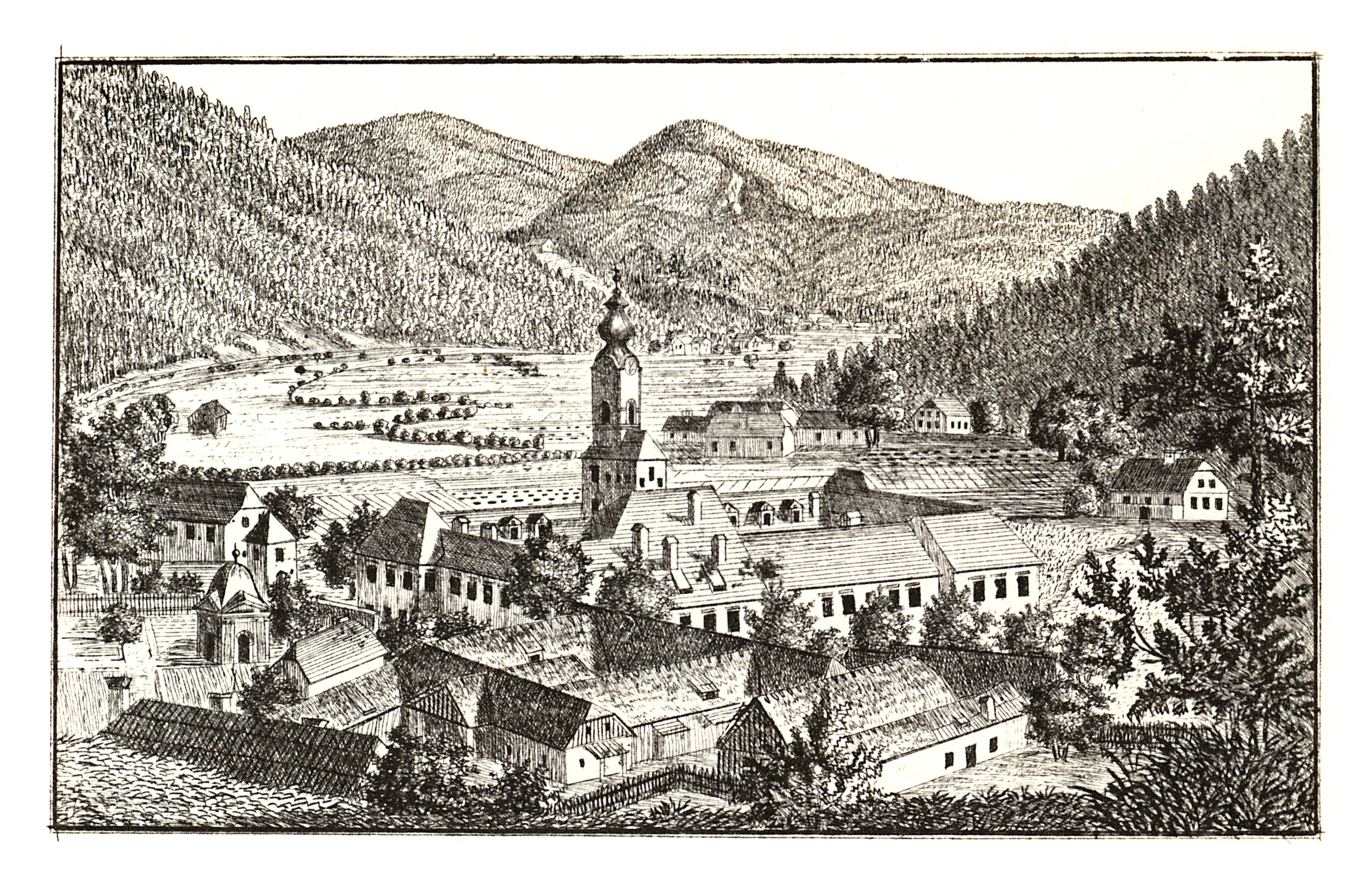
Illustration des Schlosses Waldstein, 1830

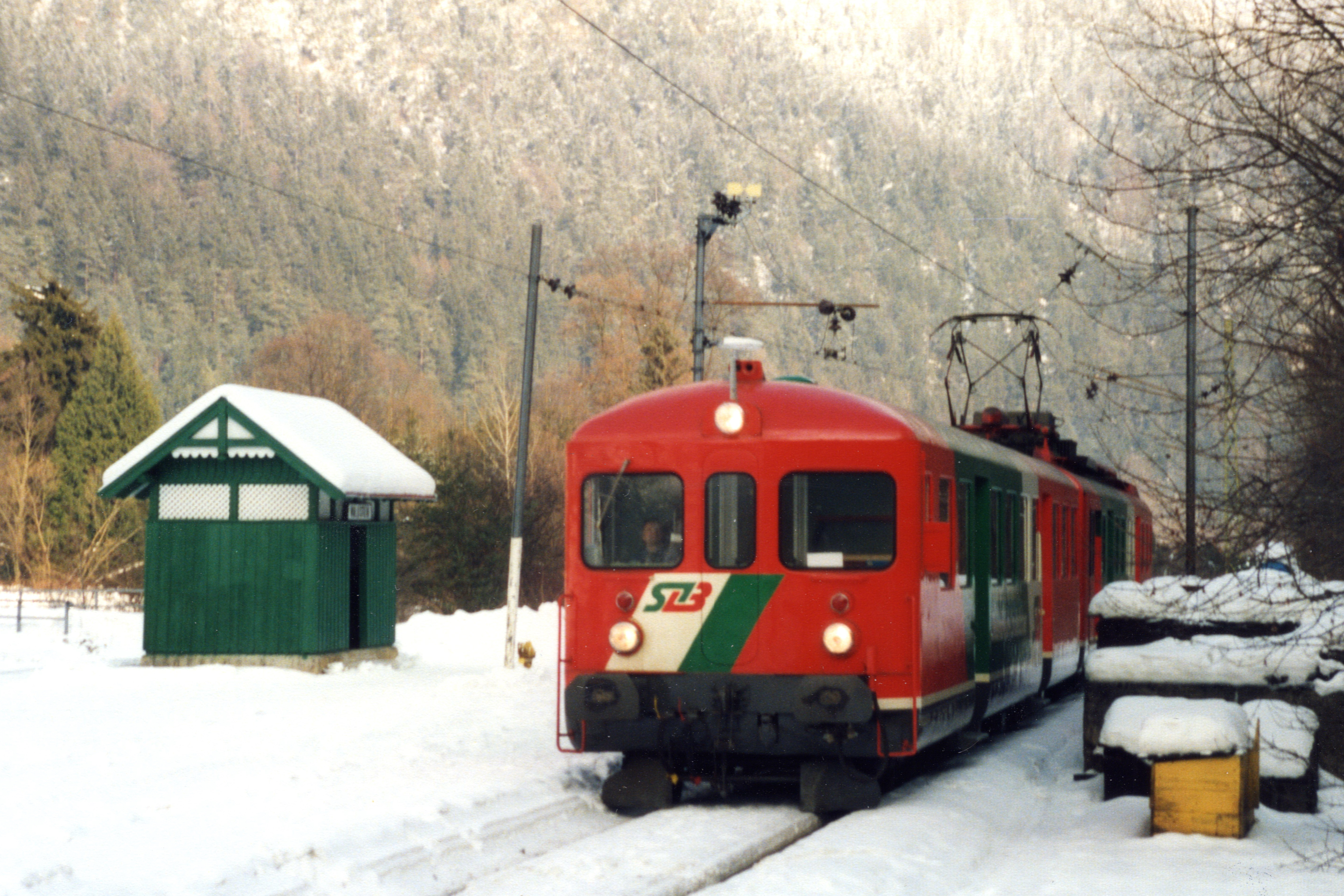
Eisenbahn-Haltestelle Waldstein im Jahr 1996.

Das Mittlere Murtal, östlich des Orts Waldstein, wurde schon in der Bronzezeit dauerhaft besiedelt. Waldstein selbst liegt östlich des Ortes Übelbach im Übelbachtal, einem Seitental des Mittleren Murtals. Die Umgebung von Waldstein gehörte ursprünglich zum Herrschaftsgebiet der Grafen von Wildon, diese galten als eine der mächtigsten Ministerialenfamilie der Steiermark.
Besonderen Einfluss auf die Struktur von Waldstein hatten die Brüder Windischgraetz (Christoph von Windischgraetz und Pankratz von Windischgraetz), welche viele Bauten errichten ließen, wovon heute etwa das im 16. Jahrhundert erbaute Schloss Waldstein erhalten blieb. Das Schloss stand unter anderem im Besitz der bürgerlichen Familie Eggenberg (darunter Hans Ulrich von Eggenberg), später ging es wiederum an einen Zweig der Grafen Dietrichstein und die Familie Liechtenstein.
1883 wurde der österreichische Nobelpreisträger Victor Franz Hess in Waldstein geboren.
Für den leichteren Transport von Gütern und Personen, wurde Anfang des 20. Jahrhunderts die Lokalbahn Übelbach-Peggau errichtet.
Laut Adressbuch von Österreich waren im Jahr 1938 in Waldstein eine Gastwirtin, ein Gemischtwarenhändler, eine Mühle mit Sägewerk, ein Schmied und einige Landwirte ansässig.
2008 starb der Österreichische Politiker Vincenz Liechtenstein in Waldstein.

## Sehenswürdigkeiten

### Schloss Waldstein
Das Schloss Waldstein befindet sich im Zentrum des Ortes. Es liegt im Privatbesitz der Familienstiftung Prinz Heinrich Karl von Liechtenstein. Das Schloss wurde vermutlich um das 16. Jahrhundert gebaut. Das Gebäude ist heute nicht öffentlich zugänglich.

### Burgruine Waldstein
Die Burg Waldstein (auch Burg Alt-Waldstein genannt) wurde gegen Ende des 11. Jahrhunderts vom Hochfreien Leutold von St. Dionys erbaut. Nachdem jedoch im 16. Jahrhundert das Schloss Waldstein erbaut wurde, verlor die Burg Waldstein an Bedeutung und man ließ sie verfallen, sodass heute nur die Burgruine erhalten ist.

### Hungerturm bei Waldstein
Der Hungerturm ist ein nahezu quadratischer Wohnturm. Der knapp 15 Meter hohe Turm hängt vermutlich mit der Burgruine Waldstein zusammen, historische Dokumente, die dies belegen, gibt es allerdings nicht.

## Verkehr
Der Ort Waldstein liegt an der Lokalbahn Übelbach-Peggau (auch Übelbacherbahn), welche Anfang des 20. Jahrhunderts errichtet wurde. Der Ort Waldstein besitzt dabei einen eigenen Haltepunkt. Ziel der Lokalbahn war die Erschließung des Übelbacher Tales mittels Schiene an die Südbahn für den Gütertransport von der Guggenbacher Papierfabrik, sowie für Pendler und Ausflugstouristen.
Ebenfalls führt an Waldstein die Autobahn A9 (Pyhrn Autobahn) vorbei, der Knoten Übelbach bietet eine Abfahrt nach Waldstein.

## Trivia

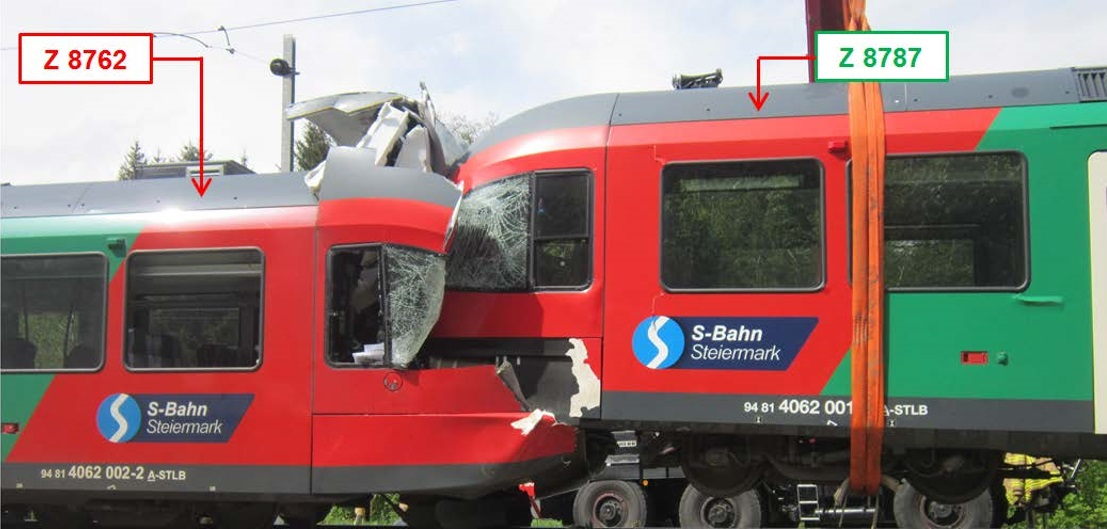
Zugunglück von Waldstein, 2015

Am 6. Mai 2015 kam es in Waldstein entlang der Lokalbahn Übelbach-Peggau zu einem Zugunglück. Dabei stießen zwei S-Bahn Triebwagen der Steiermarkbahn zusammen, nachdem der Lokführer aus Peggau den Gegenzug aus Übelbach nicht abwartete und den eingleisigen Abschnitt ansteuerte. Der Lokführer sowie eine Reisende verstarben, acht Personen wurden verletzt. Entlang der Strecke gilt das Prinzip des Zugleitbetriebs, bei welchem ein Zugleiter die Abfahrtserlaubnis für Züge erteilt. Dieses System hat der Triebfahrzeugführer des Zuges aus Richtung Peggau kommend missachtet, weshalb es zu dem Unglück kam.

## Bekannte Persönlichkeiten
- Victor Franz Hess (1883 in Waldstein; † 1964 in Mount Vernon), Physiker aus Österreich, Nobelpreisträger, Entdecker der kosmischen Strahlung[6]